# Het gala van de gouden K's 2013
Op Het gala van de gouden K's van 2013 op 9 maart 2014 werden in het Videohouse te Vilvoorde de gouden K's toegekend tijdens een door de VRT op Ketnet rechtstreeks uitgezonden televisieprogramma. De presentatie was in handen van de Ketnet-wrappers.

## Genomineerden en winnaars 2013
Hieronder de volledige lijst van genomineerden in elke categorie. De winnaars zijn in het vet aangeduid.
| Categorie                     | Genomineerden |
| ----------------------------- | --- |
| Bioscoopfilm van het jaar     | De Smurfen 2 F.C. De Kampioenen: Kampioen zijn blijft plezant Turbo Verschrikkelijke Ikke 2                                                                               |
| Acteur van het jaar           | Jonas Van Geel als Charles in Zingaburia Louis Talpe als Toby in Mega Mindy Nicolas Caeyers als Stef in Galaxy Park Niels Destadsbader als Dagmar in De Elfenheuvel       |
| Actrice van het jaar          | Astrid Sercu als Paula in Galaxy Park Kalina Malehounova als Saartje in De Elfenheuvel Lauren De Ruyck als Femke in Galaxy Park Liesa Van der Aa als Spacey in Zingaburia |
| Artiest van het jaar          | Ian Thomas Netsky Pieter Vreys Stromae |
| Artieste van het jaar         | Kathleen Aerts Laura Omloop Natalia Slongs Dievanongs |
| Muziekgroep van het jaar      | 3M8S Bandits Wie wordt Junior 2013? Milk Inc. |
| Song van het jaar             | Wake me up van Avicii Everyday op je tv van de Ketnet-wrappers One way or another van One Direction Papaoutai van Stromae                                                 |
| Hunk van het jaar             | Bartel Van Riet Niels Destadsbader Romelu Lukaku Sean Dhondt |
| Babe van het jaar             | Astrid Bryan Charlotte Leysen Josje Huisman Natalia |
| Ketnet-serie van het jaar     | Caps Club De Elfenheuvel Galaxy Park ROX |
| Ketnet-programma van het jaar | Helden Karrewiet Ketnet King Size Wie wordt Junior 2013? |
| Ketnet-tekenfilm van het jaar | De avonturen van Bibi & Tina Kratts in het wild Larva Oggy en de kakkerlakken                                                                                             |
| Karrewiet-moment van het jaar | Een nieuw vijf euro biljet Prins Filip wordt Koning Filip Studio Vandersteen bestaat 100 jaar De wolven komen naar België                                                 |
| Game van het jaar             | FIFA 14 Just Dance 4 Skylanders: Giants Verschrikkelijke Ikke: Minion Rush                                                                                                |
| Hype van het jaar             | Cuppen De duiveluitdagingen Gangnam Style Harlem Shake |

2013 · 2014 · 2015 · 2016 · 2017 · 2018 · 2019 · 2020 · 2021 · 2022 · 2023 · 2024